# Paladin – Der Drachenjäger
Paladin – Der Drachenjäger (Originaltitel Dawn of the Dragonslayer) ist ein US-amerikanischer Fantasyfilm aus dem Jahr 2011 von Anne K. Black, die auch das Drehbuch mitverfasste.

## Handlung
Will Shepherd lebt als Bauer ein einfaches und zurückgezogenes Leben an den Füßen der Berge. Eines Tages erscheint ein Drache am Horizont und tötet seinen Vater. Will schwört Rache, weiß aber auch, dass er momentan nicht in der Lage ist, den Drachen zu töten. Daher macht er sich auf den langen, beschwerlichen Weg zum Baron Sterling, von dem er sich erhofft, im Kampf ausbilden zu lassen und zum Ritter geschlagen zu werden. Anschließend als Ritter will er sich dem Drachen im Zweikampf stellen und seinen Vater rächen.
Allerdings ereilt ihn schon bald die bittere Realität. Der Baron ist verarmt und Will muss daher als Bauer und Handwerker arbeiten. Zu allem Überfluss ist er noch der Verachtung der örtlichen Bevölkerung ausgesetzt. Auf Hofe lernt er Kate, die Tochter des Barons kennen und verliebt sich in sie. Der adlige und reiche Rogan buhlt außerdem um die Hand von Kate und in einem Übungskampf, in dem die beiden Konkurrenten an einer Hand gefesselt gegeneinander kämpfen, besiegt er Will. Dennoch konnte er beeindrucken und erhält erste Kenntnisse ins Rittertum.
Will beginnt eines Tages, die geheimnisvollen magischen Kräfte von Kate zu entdecken. Als der Drache in der Nähe gesichtet wird, rufen Rogan und der Baron 1000 Goldkronen Belohnung auf den Kopf des Drachen. Will und Kate sehen sich in der Pflicht, die Bestie töten zu müssen. Auch müssen sie sich gegen Rogan und Sterling erwehren, um ein Leben in Frieden zu erhalten.

## Hintergrund
Gedreht wurde in Irland. Der Film wurde am 25. September 2011 auf dem Bleed Fest uraufgeführt. 2012 begann der Vertrieb auf DVD. 2013 folgte mit Paladin – Die Krone des Königs eine Fortsetzung, die die Handlung mit einer fast komplett neuen Besetzung nur lose fortführt.

## Kritik
„Thematisch konventioneller Low-Budget-Fantasy-Film, der aber durch seine präzise Charakterzeichnung sowie einige erstaunliche Spezialeffekte auffällt.“

„Hirte erobert Burgfräulein und stichelt gegen den Flugdrachen. – Billig und launig; die (schlechtere) Fortsetzung folgt direkt im Anschluss.“

„Zwar ist "Paladin - Der Drachenjäger", wie auf dem Cover angepriesen, kein neuer "Eragon" oder ein "Dragonheart", jedoch eine recht solide romantische Fantasy-Geschichte, die zwar bescheiden daher kommt, dafür aber durchaus Sympathien versprühen kann. Einzig das Fehlen von jeglicher interessanter Action ist ein Manko, welches Fans allerdings nicht abschrecken sollte.“

Der Film konzentriert sich weniger auf den epischen Kampf zwischen Paladin und Drache, sondern im Vordergrund steht die mittelalterliche Gesellschaft insbesondere die Liebesbeziehung zwischen Will und Kate. Die Charaktere werden als präzise beschrieben. Die schauspielerische Leistung von Richard McWilliams für seinen ersten Spielfilm wird lobend anerkannt, Nicola Poseners Schauspiel wird besonders hervorgehoben. Der Rest des Cast ist bemüht, aber nicht weiter erwähnenswert. Aufgrund der geringen finanziellen Mittel wirken die Animationen stark veraltet und auch die Menge der Statisten ist übersichtlich.